# 광양제철고등학교
광양제철고등학교(光陽製鐵高等學校)는 대한민국 전라남도 광양시 금호동에 있는 자율형 사립 고등학교이다.

## 학교 연혁
- 1985년 12월 30일 : 초대 교장 김진 선생 취임
- 1985년 12월 30일 : 설립 인가(3학급 학급당 40명 총 120명)
- 1986년 3월 3일 : 입학식(24명)
- 1986년 3월 14일 : 개교식
- 1988년 1월 30일 : 신축교사 준공
- 1988년 2월 16일 : 제1회 졸업식(7명)
- 1996년 3월 20일 : 축구부 창단
- 2001년 10월 20일 : 자립형 사립고 시범 학교 지정
- 2010년 4월 13일 : 자율형 사립고 지정
- 2011년 6월 28일 : 신입생 전국단위 모집 인가
- 2012년 3월 5일 : 전국 단위 신입생 모집
- 2014년 7월 17일 : 학칙 변경 인가(33학급, 학급당 34명, 총 1,144명)
- 2022년 9월 1일 : 제9대 박철종 교장 취임
- 2025년 2월 12일 : 제38회 졸업식(189명, 총 11,143명)

## 참고 자료
- 광양제철고등학교 - 한국교육학술정보원 학교알리미